# Italian International 2017
Die Italian International 2017 im Badminton fanden vom 14. Dezember bis zum 17. Dezember 2017 in Mailand statt.

## Sieger und Platzierte
| Disziplin    | Gold                               | Silber                        | Bronze                          |
| ------------ | ---------------------------------- | ----------------------------- | ------------------------------- |
| Herreneinzel | Pablo Abián                        | Lars Schänzler                | Kim Bruun                       |
| Herreneinzel | Pablo Abián                        | Lars Schänzler                | Victor Svendsen                 |
| Dameneinzel  | Nguyễn Thùy Linh                   | Line Christophersen           | Anna Thea Madsen                |
| Dameneinzel  | Nguyễn Thùy Linh                   | Line Christophersen           | Neslihan Yiğit                  |
| Herrendoppel | Jelle Maas Robin Tabeling          | Miłosz Bochat Adam Cwalina    | Ben Lane Sean Vendy             |
| Herrendoppel | Jelle Maas Robin Tabeling          | Miłosz Bochat Adam Cwalina    | M. R. Arjun Shlok Ramchandran   |
| Damendoppel  | Ekaterina Bolotova Alina Davletova | Alexandra Bøje Sara Lundgaard | Emma Karlsson Johanna Magnusson |
| Damendoppel  | Ekaterina Bolotova Alina Davletova | Alexandra Bøje Sara Lundgaard | Amanda Högström Clara Nistad    |
| Mixed        | Ben Lane Jessica Pugh              | Marcus Ellis Lauren Smith     | Vitaliy Durkin Nina Vislova     |
| Mixed        | Ben Lane Jessica Pugh              | Marcus Ellis Lauren Smith     | Mikkel Mikkelsen Mai Surrow     |